# Simone Gozzi
Simone Gozzi (* 13. April 1986 in Reggio nell’Emilia) ist ein italischer Fußballspieler.
Simone Gozzi spielt meistens als rechter Verteidiger, kann aber auch als Innenverteidiger eingesetzt werden.

## Karriere
Mit 18 Jahren bekam Gozzi von seinem langjährigen Jugendverein AC Reggiana einen Profivertrag. 2007 wechselte der Verteidiger zum FC Modena, wo er drei Jahre spielte. Am 19. Juli 2011 unterzeichnete er beim Serie-A-Club Cagliari Calcio einen Vertrag bis 2014.